# Teorema di Hilbert
In geometria differenziale il teorema di Hilbert (1901) afferma che non esiste alcuna  superficie regolare completa {\displaystyle S} di curvatura gaussiana costante negativa {\displaystyle K} immersa in {\displaystyle {\mathbb {R} }^{3}}.
Il teorema di Hilbert fu dimostrato per la prima volta da David Hilbert nel testo Über Flächen von konstanter Krümmung (Trans. Amer. Math. Soc. 2 (1901), 87-99). E. Holmgren fornì una dimostrazione alternativa nel 1902 nel testo  Sur les surfaces à courbure constante negative.